# Area 51 (jogo eletrônico de 2005)
Area 51 é um jogo de tiro em primeira pessoa de ficção científica lançado em 2005. Foi desenvolvido pela Midway Studios Austin e publicado pela Midway para PlayStation 2, Xbox e Microsoft Windows. É um remake do jogo de tiro Área 51 lançado em 1995.
O personagem principal é dublado por David Duchovny. O jogo se passa na temida base do lago Groom Lake, no deserto de Nevada em Las Vegas. A historia se baseia em fatos relatados por moradores das redondezas que contam já terem visto naves espaciais e testes nunca vistos antes pela humanidade. Sua missão é invadir a Área 51 e descobrir as criaturas mutantes criadas por um vírus mortal. Os jogadores devem passar por mais de 5 níveis maciços de segurança máxima do local para descobrir os efeitos mutagênicos do vírus liberado que controla a mente de todos infectados. Você deve explorar a região em busca da solução e também achar os conspiradores desta ameaça extraterrestre, utilizando uma variedade de armas humanas e alienígenas, antes que o vírus se espalhe por toda Terra. O jogo possui uma grande diversidade de armas desde pistolas a armas a base de plasma.